# クレイグ・ギレスピー
クレイグ・ギレスピー（Craig Gillespie、1967年9月1日 - ）は、オーストラリア出身の映画監督である。日本語では「クレイグ・ガレスピー」と表記されることもある。

## 生い立ち
シドニーで生まれ育ち、19歳でニューヨークに引っ越す。 
イラスト・グラフィックデザイン・広告をマンハッタン視覚芸術学校で学ぶ。 
20代前半の時友達が映画監督になり、「君もやりなよ」と言ったので映画に興味を持った。

## 職歴
15年間コマーシャル・ディレクターをやり、撮影監督アダム・キメルとロドリゴ・プリエトと一緒に仕事をした。
広告代理店を渡り歩き、いっときは5年間で6社で働いた。いろんな賞をもらった。
脚本を受け取った時は、CMでもやっていた暗いユーモアが観客に受けるだろうと思ったが、「観客が喜ぶのはもっと広いコメディーであることは明らかで、僕が作っていたものじゃなかった。ちょうどニューライン・シネマは経営難だったんで、降りさせてもらったよ」と話している。
『Mr.ウッドコック -史上最悪の体育教師-』の最初の撮影が終わると『ラースと、その彼女』の下準備にかかった。脚本は4年前にもらっていたが「ラブドールと恋をする」というアイデアが「馬鹿げてる」と思い手をつけてなかった。
2021年には、ディズニーのアニメーション映画『101匹わんちゃん』の悪役クルエラ・ド・ヴィルの若き日の姿を描いた監督作となる実写映画『クルエラ』が公開された。
2022年には、エピソード監督を務めたドラマ『パム&トミー』がHulu（日本ではDisney+）で配信された。

## フィルモグラフィー

### 長編映画
| 年   | 題名                                              |
| ---- | ------------------------------------------------- |
| 2007 | Mr.ウッドコック -史上最悪の体育教師- Mr. Woodcock |
| 2007 | ラースと、その彼女 Lars and the Real Girl         |
| 2011 | フライトナイト/恐怖の夜 Fright Night              |
| 2014 | ミリオンダラー・アーム Million Dollar Arm         |
| 2016 | ザ・ブリザード The Finest Hours                   |
| 2017 | アイ,トーニャ 史上最大のスキャンダル I, Tonya     |
| 2021 | クルエラ Cruella                                  |
| 2023 | ダム・マネー ウォール街を狙え! Dumb Money         |
| 2026 | スーパーガール（原題） Supergirl                  |

### テレビドラマ
| 年          | 題名                                                     |
| ----------- | -------------------------------------------------------- |
| 2010        | My Generation                                            |
| 2010 - 2011 | ユナイテッド・ステイツ・オブ・タラ United States of Tara |
| 2013        | Trooper                                                  |
| 2021        | フィジカル Physical                                      |
| 2022        | パム & トミー Pam & Tommy                                |